# Estructura de Keggin

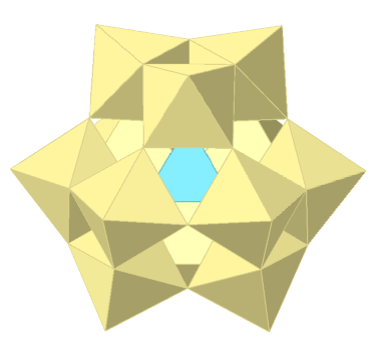
Isòmer α de l'estructura de Keggin

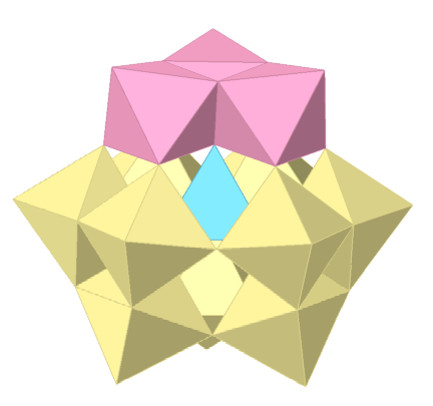
Isòmer β de l'estructura de Keggin

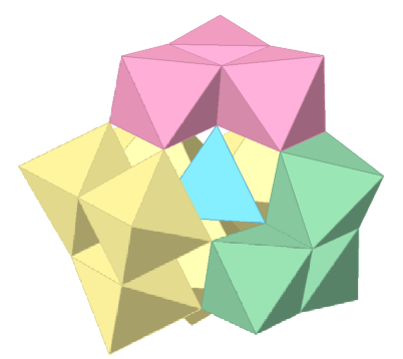
Isòmer γ de l'estructura de Keggin

El terme estructura de Keggin designa una disposició particular d'àtoms en l'espai que s'aplica a algunes entitats químiques. Aquesta disposició resulta en acoblar 12 octaedres [MO₆] (on M representa un metall constituent situat a l'interior de l’octaedre format per àtoms d'oxigen) de manera que compartisquen vèrtexs i arestes, i deixen un buit de simetria tetraèdrica en el seu interior que pot ser ocupat per un heteroàtom (X). La fórmula general de les entitats químiques amb estructura de Keggin és [XM₁₂O40]n−. Els metalls constituents (M) més habituals són V, Mo o W amb elevats estats d'oxidació (generalment +5 o +6), mentre que els heteroàtoms (X) poden ser metalls o no metalls (per exemple, B3+, Al3+, Ga3+, Si+4, Ge+4, P+5, As+5, S+6, V+5, Cr+3, Fe3+, Co+2, Co+3, Cu2+, Zn2+, …). Les entitats químiques que adopten l'estructura de Keggin pertanyen a una família molt nombrosa de fragments d'òxids metàl·lics anomenats polioxometal·lats que, com s'observa en la seua fórmula general, solen tindre càrrega negativa (i en aquest cas també reben el nom de polioxoanions). També existeixen alguns exemples (més escassos) de polioxocations amb estructura de Keggin, que s'originen quan els metalls constituents (M) tenen estats d'oxidació més baixos (per exemple, Al3+o Fe3+).
En la natura, l'estructura de Keggin es presenta en els minerals kegginita i bicapita.

## Història
L'obtenció del primer polioxometal·lat amb estructura de Keggin se sol atribuir a Jöns Jacob Berzelius qui, en 1826, va obtindre un compost que hui es formula com (NH₄)₃[PMo₁₂O40], encara que en aquella època es desconeixia la seua estructura. En 1892, Blomstrand i, més tard, A. Miolati (1908), van proposar diversos models estructurals per a aquest compost (i altres similars que es van obtindre posteriorment) que no eren correctes. En 1929, Linus Carl Pauling, va proposar un nou model estructural que s'acostava molt més a la realitat, si bé encara amb algunes imprecisions.

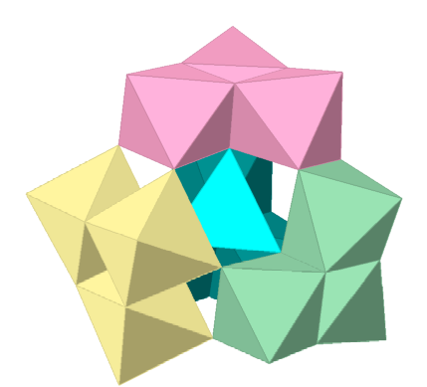
Isòmer δ de l'estructura de Keggin

L'estructura d'un polioxoanió de Keggin va ser establida de manera inequívoca en 1933 per James Fargher Keggin, qui va utilitzar la tècnica de la difracció de raigs X de pols en cristalls cúbics de la sal àcida del polioxoanió [PW₁₂O40]3-.
En 1970, Baker i Figgis van suggerir que l'estructura de Keggin pot tindre fins a 5 isòmers diferents, corresponent l'estructura determinada per James Fargher Keggin únicament a un d'ells (l'isòmer anomenat α).

## Isomeria

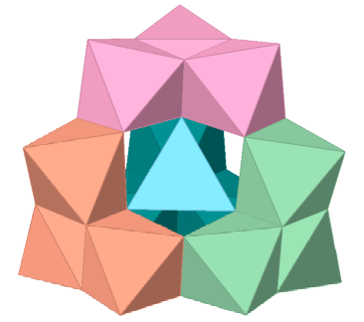
Isòmer ε de l'estructura de Keggin

No hi ha una única forma d'acoblar 12 octaedres [MO₆] de manera que, per compartició de vèrtexs i arestes, deixen un buit tetraèdric interior que pot ser ocupat per un heteroàtom. En concret hi ha 5 disposicions diferents que corresponen a 5 isòmers, tots amb la mateixa fórmula general [XM₁₂O40]n−. En els 5 isòmers els octaedres estan acoblats formant 4 grups equivalents de 3 octaedres (tríades). Els 3 octaedres que formen una tríada comparteixen 2 arestes (una amb cadascun dels altres dos octaedres), de manera que els tres octaedres tenen un vèrtex comú. Els 5 isòmers es diferencien en la forma en què les tríades es connecten entre si. En l'isòmer α, cada tríada comparteix únicament vèrtexs (6) amb les altres tres tríades. En concret, cada octaedre d'una tríada comparteix 2 vèrtexs, cadascun amb dues tríades diferents. Els altres quatre isòmers es poden generar mitjançant rotacions de 60º d'una, dos, tres o les quatre tríades presents en l'isòmer α, donant lloc als isòmers β, γ, δ, i ε, respectivament. Amb cada gir de les tríades es van incrementant progressivament el nombre d'arestes compartides per octaedres que pertanyen a diferents tríades.

## Estructures de Keggin lacunars
El terme lacunar s'utilitza per a designar les estructures d'aquells polioxometal·lats que han perdut alguns fragments (octaedres) de la seua arquitectura bàsica generant posicions vacants (o llacunes). En el cas dels polioxometal·lats amb estructura de Keggin, l'eliminació de 1, 2 o 3 octaedres de l'estructura original genera estructures mono-, di-,o trilacunars, amb fórmules generals [XM11O39]n−, [XM10O36]n− o [XM9O34]n−, respectivament. Les estructures lacunars poden també posseir diversos isòmers, depenent de si els octaedres eliminats pertanyen o no a la mateixa tríada.

## Síntesi
La ruta general per a produir polioxometal·lats amb estructura de Keggin consisteix a acidificar dissolucions aquoses que contenen oxoanions simples dels metalls constituents (M). Les dissolucions també han de contindre els heteroátoms (X) que ocuparan la posició central tetraèdrica de l'estructura de Keggin, bé en forma d'oxoanions simples (quan X és un no metall) o en forma d'aquocomplexos (quan X és un catió metàl·lic). L'acidificació provoca la condensació dels precursors per a formar fragments d'òxids metàl·lics en dissolució. Les estructures d’aquests fragments depenen del pH, la temperatura o la concentració, entre altres variables. El control d'aquestes condicions permet obtindre polioxometal·lats en dissolució amb estructura de Keggin, o amb altres estructures diferents. La seua obtenció en estat sòlid normalment requereix l'addició de cations apropiats a la dissolució, perquè formen sals que puguen cristal·litzar. La següent reacció il·lustra la formació en dissolució d'un polioxometal·lat amb estructura de Keggin a partir d'oxoanions fosfat i wolframat:
{\displaystyle {\ce {PO4^3- (aq) + 12 WO4^2- (aq) + 24 H^+ (aq) -> [PW12O40]^3- (aq) + 12 H2O (l)}}}
Per obtindre estructures de Keggin lacunars se sol augmentar progressivament el pH (basificació) de les dissolucions que contenen polioxometal·lats amb l'estructura de Keggin completa. A major valor del pH, es generen més vacants (o llacunes) en l'estructura de Keggin, podent-se arribar a la degradació total de l'estructura a valors de pH prou alts (els valors concrets de pH depenen de cada espècie en particular, és a dir, del metall constituent M i del l'heteroàtom X). L'obtenció d'una espècie lacunar concreta requereix un control molt precís del pH, perquè l'interval d'estabilitat de cada espècie és molt estret. Si la basificació es realitza en presència d'altres cations metàl·lics (usualment de la primera sèrie de transició), aquests cations poden ocupar les posicions lacunars que es formen en l'estructura de Keggin, donant lloc a polioxometal·lats mono-, di- o trisubstituïts.